# Заим (станция)
Заим, ж/д станция (рум. Zaim, stație de cale ferată) — село и железнодорожная станция в Каушанском районе Молдавии. Наряду с сёлами Заим и Верхняя Марьяновка входит в состав коммуны Заим.

## География
Село расположено на высоте 93 метра над уровнем моря.

## Население
По данным переписи населения 2004 года, на станции Заим проживает 46 человек (25 мужчин, 21 женщина).
Этнический состав села:
| Национальность | Число жителей | Процентный состав |
| -------------- | ------------- | ----------------- |
| молдаване      | 35            | 76,09             |
| румыны         | 6             | 13,04             |
| украинцы       | 2             | 4,35              |
| русские        | 2             | 4,35              |
| гагаузы        | 1             | 2,17              |
| Всего          | 46            | 100 %             |